# Olécranon
El olécranon (del griego ōlekranon, a su vez de ōlenēs kranion, "el cráneo del antebrazo") es una de las apófisis de la parte superior del cúbito; tiene forma de prisma de base cuadrangular y constituye la prominencia dorsal del codo.
Tiene varias regiones: base, vértice (con forma de pico), cara anterior articular (la cual forma parte de la cavidad sigmoidea mayor), cara posterior (en ella se inserta el tríceps), cara interna (en ella se inserta un fascículo del ligamento del codo) y, por último, la cara externa (en la cual se inserta el ancóneo).
Una de las lesiones más comunes suele ser la fractura por avulsión, la cual es desplazada hacia la parte superior por la acción del músculo tríceps braquial.

## Etimología
La palabra "olecranon" viene del griego olene, que significa codo, y kranon, que signica cabeza.

## Historia evolutiva
El olécranon aparece por primera vez en los tetrápodos basales Ichthyostega y Acanthostega, y se encuentra en todos los tetrápodos actuales con miembros anteriores bien desarrollados. El olécranon permite flexionar y extender el miembro anterior por la acción antagonista del músculo tríceps braquial y los flexores que se insertan en el radio y la ulna, esto contribuye a la marcha impulsada por los miembros de los tetrápodos a diferencia de los peces, donde las aletas cumplen una función de estabilizadores y la marcha es impulsada principalmente por la columna vertebral.